# Демино (Никольский район)
Демино — деревня в Никольском районе Вологодской области.
Входит в состав Кемского сельского поселения (с 1 января 2006 года по 1 апреля 2013 года входила в Верхнекемское сельское поселение), с точки зрения административно-территориального деления — в Верхнекемский сельсовет.
Расстояние по автодороге до районного центра Никольска — 51,5 км, до центра муниципального образования посёлка Борок — 1,5 км. Ближайшие населённые пункты — Серпово, Борок, Земцово.
По переписи 2002 года население — 178 человек (86 мужчин, 92 женщины). Преобладающая национальность — русские (99 %).